# Brussels Devils
Brussels Devils, en español Diablos de Bruselas, es un equipo profesional de rugby de Bélgica con sede en la ciudad de Bruselas.
Participa en el Rugby Europe Super Cup, un torneo para equipos profesionales de naciones en desarrollo.

## Historia
El club fue fundado en 2021 como representante de Bélgica en la nueva competencia europea de franquicias profesionales de rugby.
El club compite en la Conferencia Oeste de la Supercopa.
En su primera temporada en la liga no logró clasificar a semifinales, obteniendo 1 victoria y 5 derrotas.